# Pteridella viridis
Pteridella viridis là một loài dương xỉ trong họ Pteridaceae. Loài này được Mett. mô tả khoa học đầu tiên.